# HD Voice
HD Voice (широкосмуговий звук) — аудіотехнологія, що використовується в телефонії. Для поліпшення якості звуку використовується аудіокодек Adaptive Multi-Rate Wideband (AMR-WB), стандарт G.722.2. Розширює частотний діапазон звуку на телефонних лініях, в результаті чого підвищується якість передачі голосу. Діапазон людського голосу простягається від 80 до 14 000 Гц. У традиційних, або вузькосмугових телефонних розмовах межа звукових частот знаходиться в діапазоні 300—3400 Гц. Широкосмугове аудіо усуває більшість обмежень смуги пропускання і передає звук в діапазоні від 50 до 7 000 Гц і вище, що дозволяє передавати людську мову в більш чистому вигляді, з меншими спотвореннями. Поліпшується розпізнаваність звуків «С» і «Ф», відмінність звуків «М» від «Н», «П» від «Т».

## Історія
Orange Moldova — перший мобільний оператор у світі, який запустив технологію HD Voice у своїй мережі.